# Socolovca, Stînga Nistrului
Socolovca este un sat din cadrul comunei Rotari din Unitățile Administrativ-Teritoriale din Stînga Nistrului, Republica Moldova. În anul 2004 satul avea 49 de locuitori, din care 31 ucraineni, 13 moldoveni și 4 ruși.